# Калантай Іван Федорович
Іван Федорович Калантай (26 червня 1936, село Нова Водолага, тепер селище Нововодолазького району Харківської області — 12 квітня 2023) — український радянський партійний діяч, Герой Соціалістичної Праці (6.03.1981). Член ЦК КПУ в 1981—1990 роках. Депутат Верховної Ради УРСР 11-го скликання.

## Біографія
Народився в родині робітника. У 1955 році закінчив Липкуватівський сільськогосподарський технікум Харківської області.
З 1955 року — помічник бригадира радгоспу «Червоний шахтар» Дніпропетровської області. Служив у Радянській армії.
Член КПРС з 1958 року .
У 1958—1959 роках — лаборант Харківського відділення Української контори тресту лікарських рослин.
У 1959—1963 роках — інструктор, 1-й секретар Нововодолазького районного комітету ЛКСМУ Харківської області, заступник секретаря комітету ЛКСМУ Валківського виробничого колгоспно-радгоспного управління.
З 1960 до 1967 року навчався на заочному відділенні агрономічного, а потім економічного факультетів Харківського сільськогосподарського інституту ім. В. В.  Докучаєва.
У 1963—1975 роках — інспектор-партійний організатор виробничого колгоспно-радгоспного управління, секретар партійної організації колгоспу імені Чкалова Валківського району Харківської області, секретар Нововодолазького районного комітету КПУ Харківської області.
У 1975 — січні 1986 року — 1-й секретар Первомайського районного комітету КПУ Харківської області.
Закінчив Вищу партійну школу при ЦК КПУ.
З січня 1986 по 1991 рік — секретар Харківського обласного комітету КПУ з питань агропромислового комплексу.
У квітні — серпні 1991 року — 1-й секретар Нововодолазького районного комітету КПУ Харківської області.
У 1991—1992 роках — заступник начальника Управління сільського господарства Нововодолазького районного виконавчого комітету.
У 1994—1995 роках — голова Нововодолазької районної ради народних депутатів. У 1995—1998 роках — голова Нововодолазької районної державної адміністрації. У 1998 — березні 2000 року — голова Нововодолазької районної ради Харківської області.
З 2000 року — на пенсії.

## Нагороди
- Герой Соціалістичної Праці (6.03.1981)
- орден Леніна (6.03.1981)
- два ордени Трудового Червоного Прапора (1971, 1976)
- орден Знак Пошани (1973)
- медалі
- почесний громадянин Першотравневого району (2001)
- почесний громадянин Нововодолазького району (2003)
- почесний громадянин Харківської області (2010)[1]